# Club Santos Laguna
El Club Santos Laguna és un club de futbol mexicà de la ciutat de Torreón, a l'estat de Coahuila de Zaragoza. El club nasqué el 13 d'agost de 1983. Debutà a la primera divisió mexicana la temporada 1988/89. Als anys 70 havien existit a la ciutat clubs com el Club Laguna o Gallos Blancos de Torreón.

## Palmarès
- Lliga mexicana de futbol (4): 
  - Hivern 1996, Estiu 2001, Clausura 2008, Clausura 2012

- InterLiga:
  - 2004

- Copa Independencia
  - 2007

## Futbolistes destacats
| - Jared Borgetti - Ramón Ramírez - Francisco Gabriel de Anda - Héctor Altamirano El Piti - Jorge Rodríguez - Benjamín Galindo El Maestro - Miguel España - Victor Favela Venado - Alfredo Tena Capi Furia - Eduardo Lillingston - Daniel Guzmán El Travieso - Oswaldo Sanchez La Araña Azteca - Jorge Arreguin El Mono - Adrian Martínez El Grande | - Pedro Muñoz - Jorge Iván Estrada El Guti - Cuauhtemoc Blanco El Temo - Gabriel Caballero - Vicente Matías Vuoso El Toro - Antonio Apud Nieva El Turco - Hector Adomaitis El Ruso - Sixto Peralta El Mumo - Daniel Ludueña El Hachita - Claudio Morresi - Antonio Carlos Santos - Eliomar Marcón - Wagner Ricardo de Souza - Lizardo Garrido | - Rodrigo Ruiz El Pony - Elvis Brajkovic - Edison Mendez Kinito - Christian Benítez El Chucho - Mauricio Cienfuegos - Martín Machón - Mauro Camoranesi El Cholo - Juan Flores - Dolmo Flores - Denis Caniza - Luis Romero - Javier Manjarín |